# SAN Jodel D.150 Mascaret
Il SAN Jodel D.150 Mascaret (in italiano: mascheretto) è un aereo da turismo biposto che fu prodotto dall'azienda francese Société Aéronautique Normande (SAN). Fu sviluppato dal Jodel Ambassadeur.

## Storia del progetto

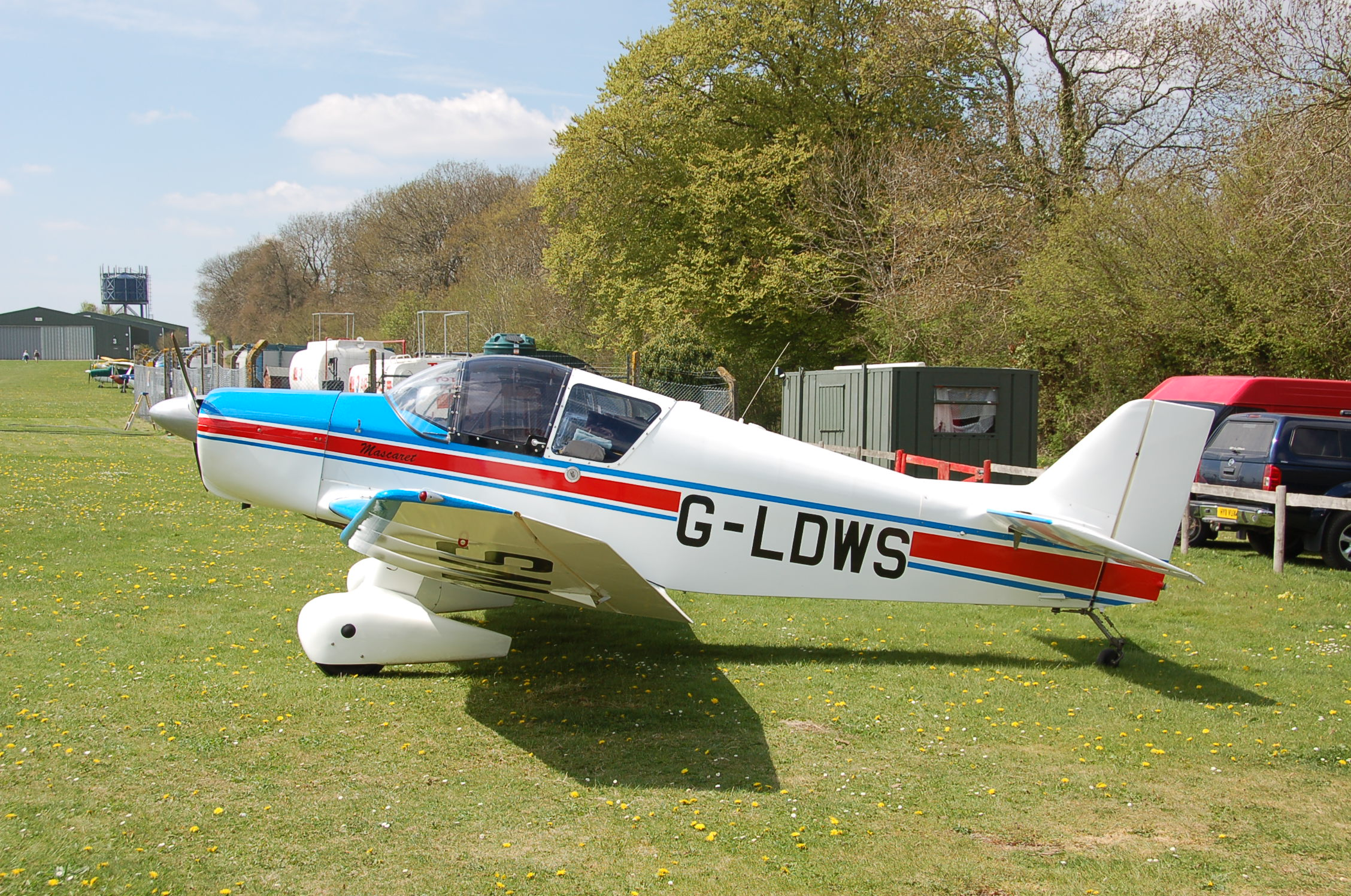
Vista di profilo

Nel 1961 Jean Délémontez, uno dei fondatori della Jodel, progettò un aereo leggero biposto per la Société Aeronautique Normande (SAN) di Bernay, Normandia. Il nuovo aereo doveva essere un sostituto del Jodel D.11 che la SAN (assieme ad altri costruttori) produceva per equipaggiare gli Aero Club francesi all'interno di un programma di sovvenzioni portato avanti dal governo francese. Délémontez sviluppò il nuovo progetto a partire dal 3-4 posti Jodel Ambassadeur (anch'esso costruito su licenza dalla SAN), riducendo l'apertura alare e la lunghezza della fusoliera.
Il nuovo velivolo, chiamato inizialmente D.150 Grand Tourisme, effettuò il primo volo il 2 giugno 1962. L'aereo entrò in produzione nel 1963 come D.150 Mascaret.
Come tutti gli aerei Jodel e Robin progettati da Délémontez, il D.150 è un monoplano ad ala bassa con costruzione lignea. Il D-150 è stato il primo Jodel dotato di piano di coda completamente mobile, caratteristica in seguito implementata sui modelli più grandi come il Jodel DR.1051 Sicile. I due posti erano affiancati e il ruotino di coda era fisso. La gamma di motori offerta era la stessa del più grande Ambassadeur e garantiva buone prestazioni per la tipologia di velivolo.

## Storia produttiva
La SAN costruì 62 D.150 prima di essere messa in liquidazione nel 1969 e la fabbrica rilevata dalla Avions Mudry (in seguito assorbita dalla APEX Aircraft). I piani costruttivi del Mascaret sono rimasti disponibili e oltre 100 esemplari sono stati autocostruiti da privati.

## Varianti
D.150 Mascaret
- Versione base motorizzata con Continental O-200 da 100 hp (75 kW), 44 costruiti[7]

D.150A Mascaret
- Con motore Potez 4E 105 hp (78 kW), 17 costruiti[7]